# Kasteel Henkenshage
Kasteel Henkenshage (of: Henckenshage) is een kasteelachtig gebouw in Sint-Oedenrode, 
in de Nederlandse provincie Noord-Brabant. Oorspronkelijk was het een van de vele slotjes (zoals Slot Ten Hout) die in deze streek voorkwamen: een versterkt herenhuis of edelmanswoning zonder militaire functie gebouwd voor edellieden uit het geslacht Van Rode. Het is waarschijnlijk in 12e of 13e eeuw gebouwd. In de 15e eeuw heette het Huis Strijpe of Streepen, maar de naam Henkenshage kwam al in 1387 voor, onder meer als Haenckenshage. Haencken verwijst vermoedelijk naar een persoon en is een verbastering van Johannes.

## Bewoners
De oudst bekende bewoner van het slot is Otto Dirckx van den Velde. Het geslacht Van den Velde speelde in de 14e eeuw een belangrijke rol in het Rooise stadsbestuur. Het slot bleef enkele generaties in bezit van deze familie totdat in 1399 Jacop Gheroy wordt genoemd, die kanunnik was te 's-Hertogenbosch en pastoor te Dinther. Vervolgens was Aert Vrient van Waderle (Waalre) de eigenaar. Deze stierf in 1409. Zijn vijf dochters erfden de bezittingen. Vervolgens werd Gielis uten Camp de eigenaar. In 1456 vindt men Goyart van den Heesacker als bezitter. Deze verkocht het huis aan Leunis van Lanckvelt, die stierf in 1531 waarna de bezittingen werden verdeeld onder zijn kinderen. Hierna brak de Tachtigjarige Oorlog uit, bezitters uit deze periode zijn niet bekend. 
In de 2e helft van de 16e eeuw was Henkenshage eigendom van jhr. Jan Willem de Gruyter. In 1621 werd het gekocht door jhr. Nicolaas van den Oetelaar, die gehuwd was met Barbara le Lion. Het echtpaar bezat ook de ridderhofstad Ten Bogaerde, bij Dinther.
Toen Nicolaas overleed, erfde zijn zoon, Willem van den Oetelaar, het kasteel. Deze was gehuwd met Agnes van Merode, en was gedeeltelijk heer van Asten. Zijn schuldeisers verkochten in 1682 het kasteeltje aan jhr. Frans van de Velde van Honselaar. Na hem erfde zijn zoon, Jacobus van de Velde van Honselaar, het kasteel.
Omstreeks 1730 was het kasteel in bezit van Marcel Wellens, en zijn zoon Jan Wellens verkocht het in 1748 aan Willem van Haren. Deze maakte op 4 juli 1768 een eind aan zijn leven. Zijn schoonzoon, luitenant Tissot de Patot, woonde sinds 1756 met zijn gezin ook op het kasteel. Hij verkocht het kasteel in 1787 aan mr. Benjamin de Brueys uit Den Haag.
In 1801 vestigden zich de Augustijner kanunnikessen van het klooster Mariëndaal zich in het kasteel. Zij waren uit Diest verdreven door de revolutionaire Fransen. In 1818 vertrokken zij naar Kasteel Dommelrode, eveneens in Sint-Oedenrode.
Henckenshage werd kort na 1818 aangekocht door jhr. Christiaan Diderik Emerens Johan Bangeman Huygens, die hoge functies bekleedde en Nederland vertegenwoordigde aan het Deense hof. In 1843 ging het over op zijn zoon Rutger Bangeman Huygens van Löwendal. Enkele jaren later verkocht hij het kasteel aan Pieter J. de Girard de Mielet van Coehoorn (1824-1871). Deze was getrouwd met Antonia op ten Noordt. Na Pieters dood bleven zijn vader, zijn weduwe en zijn kinderen op het kasteel wonen.
In 1850 werd het kasteeltje sterk verbouwd. Was het eerst een sober omgracht gebouw zonder verdiepingen geweest, nu kreeg het zijn kasteelachtige uiterlijk omdat er hoektorens, stallen en dienstwoningen werden gebouwd. De gracht werd verlegd en er werd een binnenplaats toegevoegd.
Toen Antonia stierf in 1904 werd het kasteel verkocht aan Theodoor Rogier Cornelis Alphons Marie van Gulick uit 's-Hertogenbosch. Deze liet het kasteel renoveren door Jos Cuypers en ook liet hij tuinen aanleggen door Leonard Springer. In 1940 werd het kasteel en de tuinen gekocht door de gemeente Sint-Oedenrode. Tijdens de Tweede Wereldoorlog deed het dienst als distributiekantoor en in september 1944 als hoofdkwartier van de 101e Airborne-divisie. Daarna raakte het kasteel weer in verval en dreigde zelfs sloop, maar het werd opgeknapt vanaf 1956, waarbij de familie De Girard de Mielet van Coehoorn een aanzienlijke schenking deed onder voorwaarde dat het kasteel een publiek doel moest blijven dienen en niet meer verbouwd mocht worden. Ook de tuinen moesten intact blijven. Ook moest de herinnering aan de familie levend worden gehouden.
Van 1962-1976 werd de bibliotheek in het kasteel gehuisvest. Daarna zat, tot 1997 de afdeling Sociale Zaken van de gemeente in het kasteel. Sinds 1998 worden er bedrijfsfeesten en dergelijke in het kasteel gehouden en is het in gebruik als trouwlocatie. Er is een openluchttheater en een museum.

## Het gebouw
Hoewel het kasteeltje nog enig muurwerk uit 1450 vertoont, wordt de huidige aanblik gedomineerd door de quasi-middeleeuwse veranderingen die in 1850 zijn aangebracht. Verdere restauraties waren die van Jos Cuypers in de jaren '20 van de 20e eeuw, en het herstel van 1962.
Het kasteel bestaat uit een voorgebouw dat aan twee kanten een binnenplaats omsluit. De voorpoort wordt geflankeerd door twee ronde torens. Ook op de hoeken zijn uitspringende torens te vinden. Het kasteel staat op een eiland. Er is ook een vooreiland, waarop onder meer het openluchttheater is te vinden.

## Het museum
In de ontvangsthal bevindt zich een portret van Menno van Coehoorn. De kleinzoon van diens broer was Conrad Gideon van Coehoorn, de eerste die met Sint-Oedenrode was verbonden, daar hij op Kasteel Dommelrode woonde.
In de Van Coehoornzaal, die ook als trouwzaal wordt gebruikt, hangt een uitgebreide stamboom van de familie De Girard de Mielet van Coehoorn. Er zijn aquarellen te zien van de verschillende Franse bezittingen die aan dit geslacht toebehoorden.
De Jean Philippe Zaal bevat een kast met de ridderordes van Jean Philippe Baron de Girard de Mielet van Coehoorn.

## Tuin
De tuin, waarin prachtige oude eiken te vinden zijn, is omstreeks 2002 gerenoveerd door Arda van Helsdingen, waarbij ook het ontwerp van Leonard Springer weer is hersteld. In de tuin bevindt zich ook de kapel van Onze Lieve Vrouw ter Troost, uit 1949. De tuin is vrij toegankelijk.